# Корабль судьбы
«Корабль судьбы» (англ. Ship of Destiny) — третий и заключительный роман в трилогии «Сага о живых кораблях» (англ. Liveship Traders Trilogy), автором которой является Робин Хобб. Был опубликован 1 августа 2000 года в издательстве Voyager Books (Великобритания). В России издана «Эксмо» в 2007 году в переводе Марии Семёновой.
В этом романе завершаются все сюжетные линии «Волшебного корабля» и «Безумного корабля», раскрывается тайна живых кораблей. Имеются отсылки к «Саге о Видящих», так как действие происходит в той же вселенной. Книга была отмечена, в основном, положительными рецензиями.